# GMC Typhoon
A GMC Typhoon foi desenvolvida por uma empresa coligada à GM chamada PAS.
Ela utilizou uma Blazer GMC Jimmy da época (1992) com motor  V6 "short block", turbinado (pressão máx. de 14 lbs/pol ou +/- 0,7 kg), intercooler ar-água, câmbio automático da Corvete ZR 1 modificado, e tração nas quatro rodas ("emprestada" da GMC Bravada). Sua potência divulgada era de 285 cv com 350 lb-ft de torque, embora fontes bastante confiáveis tenham medido sua potência posteriormente em aproximadamente 300 cv. Ela fazia de 0 a 96 km/h em 4,9 segundos e cumpria o 1/4 de milha (aproximadamente 400 metros) em 13,5 s. Sua velocidade máxima era limitada a 196 km/h. Em 1991 a revista Car & Driver testou a versão Pick-Up chamada de Syclone contra uma Ferrari 348 TS V8 de 300 cv no 1/4 de milha onde a Pick-Up venceu as duas baterias com folga.
Foram construídas aproximadamente 4.900 GMC Typhoon durante os anos de 1992 e 1993.